# Paracymoriza latifascialis
Paracymoriza latifascialis là một loài bướm đêm trong họ Crambidae.